# غوستافو سانتوس كوستا
غوستافو سانتوس كوستا (25 يونيو 1996 في سيرجيبي في البرازيل – )؛ هو لاعب كرة قدم كان يلعب كمهاجم.

## وصلات خارجية
- غوستافو سانتوس كوستا على موقع رابطة كرة القدم اليابانية للمحترفين (اليابانية)
- غوستافو سانتوس كوستا على موقع Soccerway.com (الإنجليزية)
- غوستافو سانتوس كوستا على موقع عالم كرة القدم.نت (الإنجليزية)